# LDV Maxus
LDV Maxus – samochód dostawczo-osobowy typu van klasy wyższej produkowany pod brytyjską marką LDV w latach 2005–2009.

## Historia i opis modelu

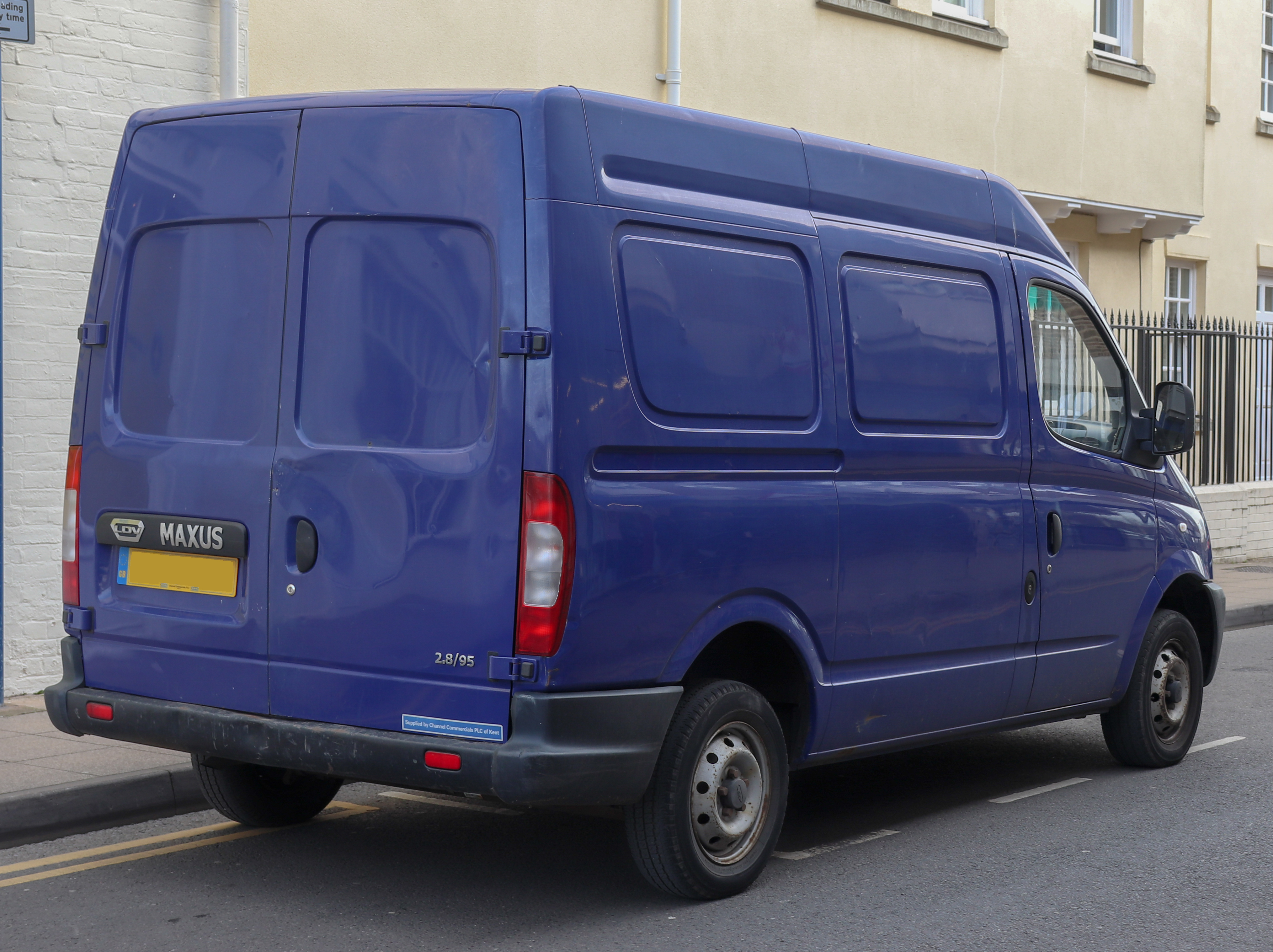
LDV Maxus - tył

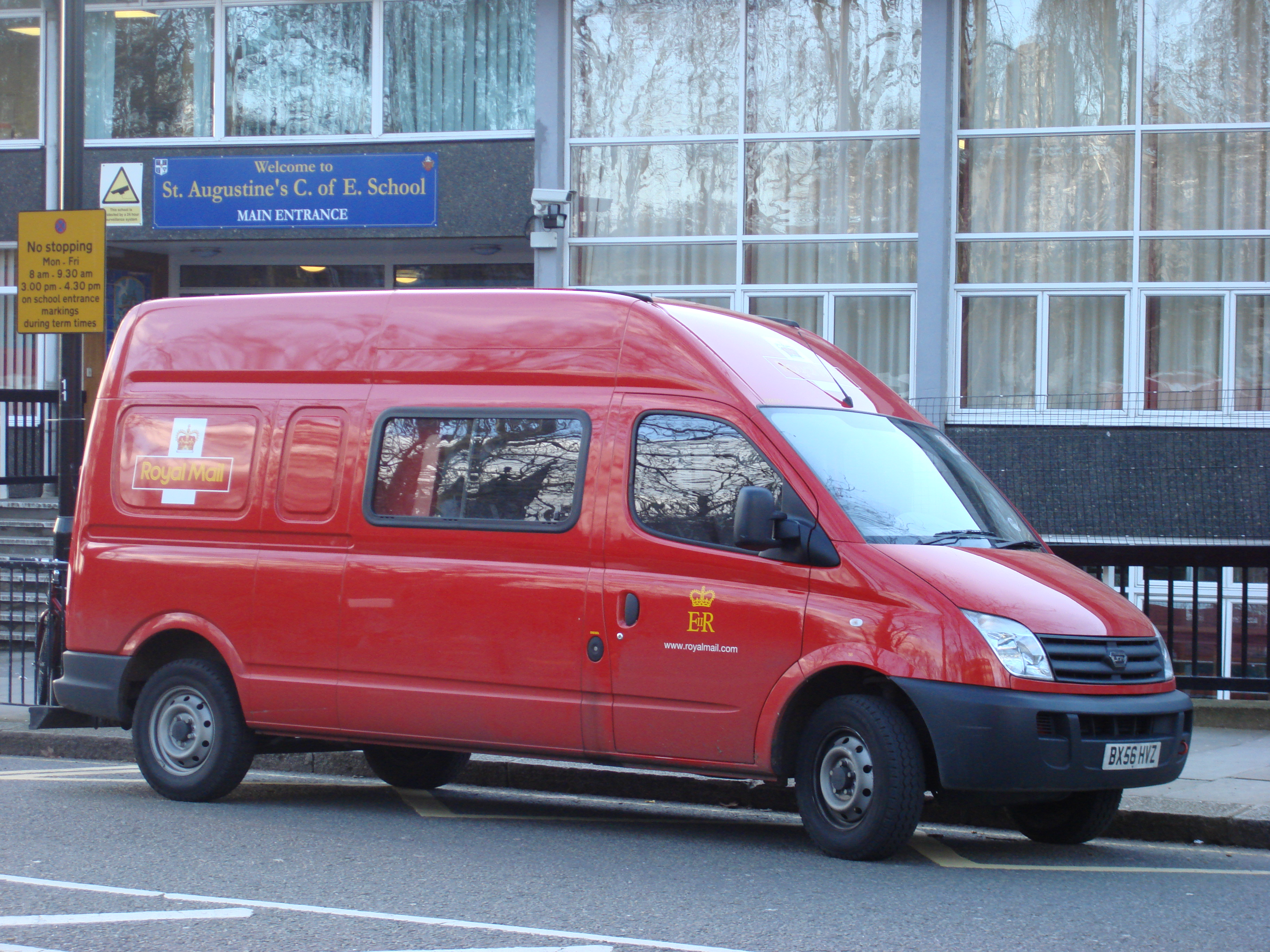
LDV Maxus w barwach Royal Mail

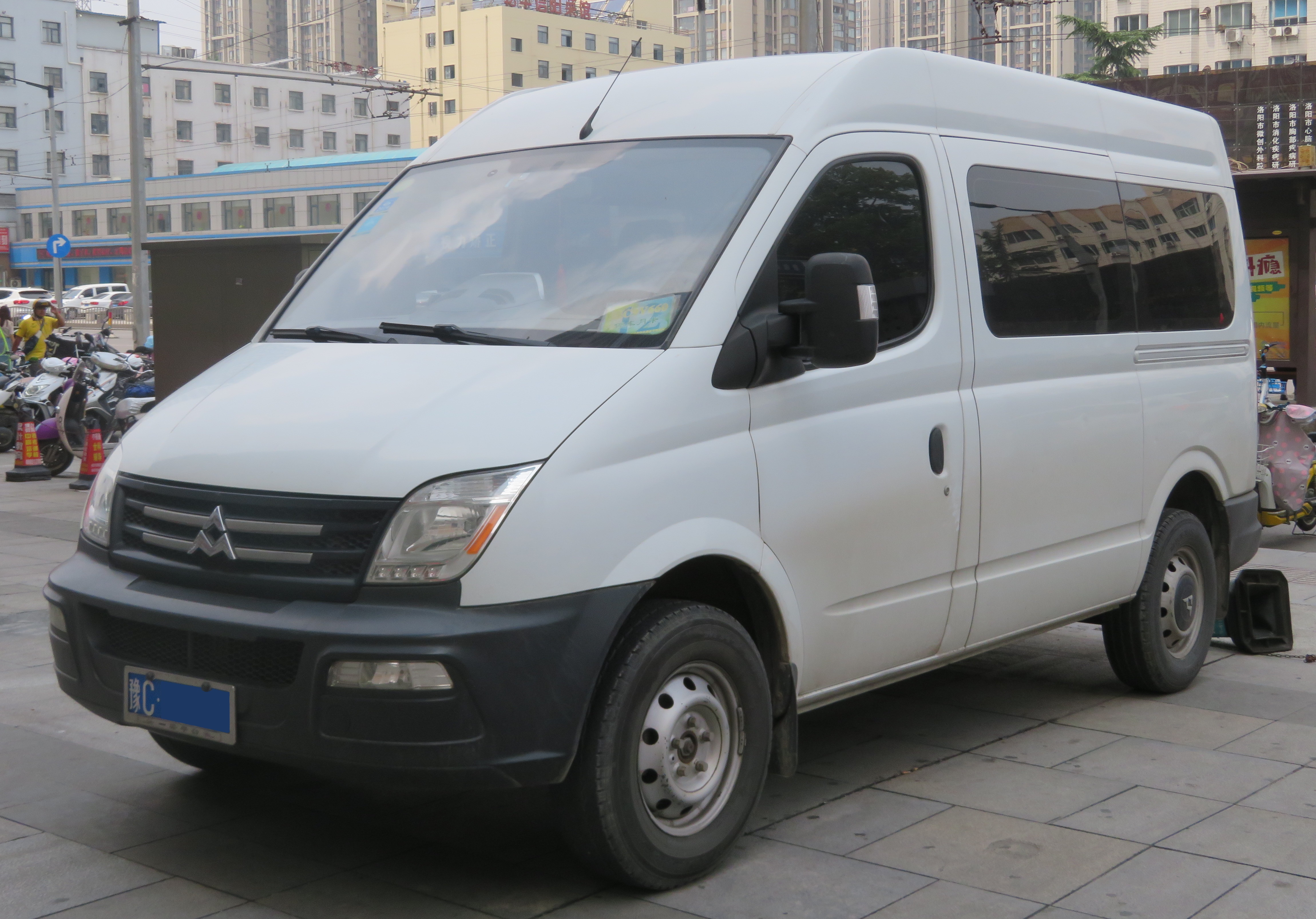
Maxus V80

### LD-100
Pod koniec lat 90. nawiązano współpracę między brytyjskim LDV oraz polskim oddziałem Daewoo w celu zbudowania nowoczesnego samochodu dostawczego mającego zastąpić przestarzałe modele LDV Convoy, a także polskiego Lublina.
W procesie konstrukcyjnym pojazdu roboczo określonego kodem LD-100 wzięło udział 150 polskich inżynierów, docelowo planując uruchomienie produkcji samochodu dostawczego w zakładach FSC w Lublinie. 
Premiera pojazdu będącego efektem trzyletniego procesu konstrukcyjnego miała odbyć się wiosną 2001 roku podczas Poznań Motor Show, jednak LD-100 ostatecznie nie został ani zaprezentowany, ani wdrożony do produkcji z powodu bankructwa południowokoreańskiego Daewoo i związanego z tym braku dostatecznego finansowania do ukończenia projektu.

### LDV Maxus
Po bankructwie Daewoo i trudnościach finansowych polskiego oddziału w Lublinie, brytyjskie LDV zdecydowało odkupić gotowy projekt nowego samochodu dostawczego i przenieść przygotowaną do produkcji samochodu w Lublinie linię produkcyjną w całości do własnej fabryki w angielskim Birmingham. 
Pod koniec 2004 roku pojazd zadebiutował pod nazwą LDV Maxus, trafiając do produkcji w angielskiej fabryce LDV na początku 2005 roku.
LDV zaoferowało Maxusa w różnych wariantach nadwozia, zarówno jako dostawczy furgon i podwozie do zabudowy, jak i osobowy van lub minibus. Ponadto, producent wytwarzał Maxusa zarówno z krótszym, jak i wydłużonym rozstawem osi.

### Maxus V80
Produkcja LDV Maxusa dobiegła końca w 2009 roku po 4 latach od jej rozpoczęcia w związku z bankructwem i upadłością przedsiębiorstwa LDV. Masę upadłościową po brytyjskiej firmie wraz z prawami do produkcji Maxusa kupił chiński koncern SAIC, który wiosną 2011 roku przetransportował linię produkcyjną z Birmingham do Wuxi. i wznowił tam wytwarzanie pojazdu pod nową chińską marką Maxus jako Maxus V80.

### Sprzedaż
W pierwszym roku produkcji LDV Maxus oferowany był wyłącznie na Wyspach Brytyjskich, a po przejęciu pogrążonego w trudnościach finansowych LDV przez rosyjskie przedsiębiorstwo GAZ w 2006 roku rozpoczęto ekspansję na rynkach europejskich oraz państw byłego Związku Radzieckiego. Przez kilka miesięcy 2009 roku samochód oferowany był także w Polsce bez wskazania marki jako po prostu Maxus.
LDV Maxus produkowany był także na licencji przez tureckie przedsiębiorstwo Askam, który oferował go na lokalnym rynku pod nazwą Fargo Fora. Między 2007 a 2009 rokiem pojazd wytwarzało także z myślą o lokalnym rynku malezyjskie przedsiębiorstwo Weststar pod nazwą Weststar LDV Maxus.

### Silnik
- R4 2,5 l (2499 cm³), Diesel
- Średnica × skok tłoka: 90,2 mm x 90,4 mm
- Stopień sprężania: 17,5:1
- Moc maksymalna: 136 KM (100 kW) przy 3800 obr./min
- Maksymalny moment obrotowy: 330 N•m przy 2600 obr./min
- Prędkość maksymalna: 150 km/h